# One More Night (Esther Hart)
One more night is een single van Esther Hart.

## Achtergrond
Nederland mocht niet meedoen aan het Eurovisiesongfestival 2002 in verband met de matige score tijdens de versie 2000. Om dit te voorkomen werden er in 2003 uitgebreide voorronden gehouden waarbij 32 artiesten kwamen opdraven. Hart won de tweede voorronde en moest het in de eindronde opnemen tegen onder anderen Gordon en Ebonique. Alhoewel die laatste twee in de voorronden meer punten haalden, werd Hart eerste in de finale. Hart werd tijdens het Eurovisiesongfestival 2003 dertiende in een veld van zesentwintig. Ze ontving van de vakjury de The Best Artistic Performance Award.

## Hitnotering
Het relatief goede resultaat tijdens het Eurovisiesongfestival vertaalde zich niet in een gelijkwaardige verkoop.

### Nederlandse Top 40
Ze kwam hier niet verder dan plaats 4 in de tipparade.

### NederlandseSingle Top 100
| Positie: | 81 | 32 | 26 | 35 | 49 | 63 | 75 | 80 | 89 | - | - | 49 | 42 | 66 | uit |

1956: De vogels van Holland / Voorgoed voorbij · 1957: Net als toen · 1958: Heel de wereld · 1959: 'n Beetje · 1960: Wat een geluk · 1961: Wat een dag · 1962: Katinka · 1963: Een speeldoos · 1964: Jij bent mijn leven · 1965: 't Is genoeg · 1966: Fernando en Filippo · 1967: Ring-dinge-ding · 1968: Morgen · 1969: De troubadour · 1970: Waterman · 1971: Tijd · 1972: Als het om de liefde gaat · 1973: De oude muzikant · 1974: Ik zie een ster · 1975: Ding-a-dong · 1976: The party's over · 1977: De mallemolen · 1978: 't Is O.K. · 1979: Colorado · 1980: Amsterdam · 1981: Het is een wonder · 1982: Jij en ik · 1983: Sing me a song · 1984: Ik hou van jou · 1986: Alles heeft ritme · 1987: Rechtop in de wind · 1988: Shangri-la · 1989: Blijf zoals je bent · 1990: Ik wil alles met je delen · 1992: Wijs me de weg · 1993: Vrede · 1994: Waar is de zon · 1996: De eerste keer · 1997: Niemand heeft nog tijd · 1998: Hemel en aarde · 1999: One good reason · 2000: No goodbyes · 2001: Out on my own · 2003: One more night · 2004: Without you · 2005: My impossible dream · 2006: Amambanda · 2007: On top of the world · 2008: Your heart belongs to me · 2009: Shine · 2010: Ik ben verliefd (sha-la-lie) · 2011: Never alone · 2012: You and me · 2013: Birds · 2014: Calm after the storm · 2015: Walk along · 2016: Slow down · 2017: Lights and shadows · 2018: Outlaw in 'em · 2019: Arcade · 2020: Grow · 2021: Birth of a new age · 2022: De diepte · 2023: Burning daylight · 2024: Europapa